# Mario Mazzone
Mario Héctor Mazzone (Buenos Aires, 31 de diciembre de 1958-20 de mayo de 2007) fue un periodista y locutor argentino. Fue un destacado conductor radial y de televisión, donde era figura de los noticieros en la señal Todo Noticias y del programa de Jorge Guinzburg "Mañanas Informales", por El Trece. También conducía “Mirá Vos" en Radio Continental. Fue nominado varias veces a los premios Martín Fierro, para canales de Buenos Aires y del interior, principalmente por su labor periodística.

## Biografía

### Comienzos
Fue egresado del COSAL como locutor. El 20 de junio de 1986 hizo su debut en Radio Rivadavia. Años después, en 1988 se desempeña como locutor en el noticiero Teledós Informa primera edición, que conducía la locutora y periodista Lidia Satragno "Pinky".
También fue figura en la FM Horizonte 94.3, donde el 14 de agosto de 1986 inaugura la nueva programación de la radio. Más adelante conduce espacios como Five O´Clock o Recuerdos y Noticias, convirtiéndose en la voz que identificaba a la emisora.
Durante 1991, condujo con mucho éxito en AM Del Plata, junto a Marcelo Canadea y "Peteco" Hermani, el programa "Más que Padel", en pleno auge de ese deporte, con notas y comentarios de actualidad relacionados con ese deporte y una excelente selección de música a lo largo del programa, con invitados especiales, sorteos, etc. y se emitía los sábados y domingos de 11 a 13. Luego con Canadea mudaron el mismo programa al cable, donde se emitía por el Canal 5 de Vicente López.

### Artear
Trabajó en la señal Todo Noticias desde el comienzo de la señal en junio de 1993. El gerente de Noticias de Artear, Carlos D'Elía dijo a Clarín:

"A Mario lo conozco desde hace 20 años. Empezamos juntos en TeleDos. En el 90 me fui a Canal 13 y en el 93 me lo traje para TN. Incluso fui yo quien se lo presentó a Jorge Guinzburg. Habíamos establecido una relación de confianza y respeto mutuo muy profundo"

Posteriormente durante 2000 y 2001 participó en El noticiero de Santo, junto a Mercedes Marti, en 2004, también El noticiero de Santo junto a Sandra Borghi, como reemplazante de Santo Biasatti. En radio condujo varios programas periodísticos en Radio Rivadavia, como "De vuelta" que en el año 1997 marcó su regreso a la emisora junto a la reconocida locutora Florencia Ibáñez y a la productora Karina Speranza, quien posteriormente fue productora de Elizabeth Vernaci en la Rock & Pop. Luego en 2004 trabajó en Radio La Red y posteriormente en Radio 10.

### Fallecimiento
Falleció el 20 de mayo de 2007 como consecuencia de un paro cardíaco que le produjo una embolia cerebral mientras jugaba al golf en su casa en un barrio privado de Pilar. Hacía meses que venía luchando contra un cáncer de pulmón con metástasis. Al momento de su muerte trabajaba en El Trece como coconductor del programa Mañanas Informales, en Todo Noticias conducía el noticiero central, y varios programas de radio. Su fallecimiento provocó la profunda tristeza de sus colegas entre ellos Débora Pérez Volpin y Sergio Lapegüe (con quien trabajó en TN), Jorge Guinzburg y Andrea Stivel (esposa de Jorge y productora general de Mañanas Informales). El programa Mañanas Informales se suspendió el día lunes 21 de mayo luego de unas breves palabras explicando el motivo, a cargo de su conductor Jorge Guinzburg.
En el transcurso del día 20 y 21 de mayo, la señal Todo Noticias lució un lazo negro sobreimpreso en el margen derecho superior de la pantalla, así como todo el equipo periodístico lo hizo en su vestuario habitual. Desde entonces y como homenaje a Mazzone, el periodista de la señal Sergio Lapegüe, conductor actual del noticiero del prime time de la señal, cierra cada emisión diciendo "Nos despedimos como le gustaba a un amigo. Esto fue TN Central".

## Vida privada
Era padre de dos hijas, Florencia y Lucía (de 23 y 16 años de edad respectivamente en el momento de su muerte), producto de su primer matrimonio con María Elvira Ibáñez, hermana del famoso locutor Pancho Ibáñez, con quien estuvo casado por 20 años. En sus últimos años estuvo acompañado por su última pareja, la locutora Marcela Giorgi.